# L'Agonie dans le jardin
L'Agonie dans le jardin (en italien : Orazione nell'orto) est une peinture religieuse du Pérugin, datant de 1483-1495 environ, conservée à la galerie des Offices à Florence.

## Histoire
L'œuvre a été réalisée pour l'église du couvent jésuate San Giusto alle mura 
en même temps que  La Pietà et une Crucifixion. Giorgio Vasari a vu ces tableaux sur les autels latéraux de l'église du couvent San Giovanni Battista della Calza, où ils avaient été transférés à la suite de la destruction en 1529 de la première église, pendant le siège de Florence.
L'Agonie dans le jardin était situé sur le second autel gauche de la nef de l'église jusqu'aux « suppressions » de la fin du  XVIIIe siècle quand le tableau rejoignit la Galleria dell'Accademia de Florence où avaient été rassemblées les peintures les plus importantes provenant des ex-institutions religieuses du territoire florentin. Au cours des années 1950, à la suite de la réorganisation des galeries, le tableau  fut transféré à la  galerie des Offices, avec d'autres œuvres qui se trouvent aujourd'hui dans la « Sala di Leonardo ».

### Datation
La datation de l'œuvre est incertaine : P. Scarpellini évoqua l'année 1482, aussitôt après le retour du Pérugin de Rome. Au cours de ces années les Jésuates entreprirent des travaux importants dans leur église, comme l'atteste la commande de la Madonna e santi du Domenico Ghirlandaio qui décora un temps le maître-autel ; d'autres historiens d'art ont proposé une datation plus tardive, sans toutefois dépasser le XVe siècle, quand le maître se fut converti définitivement à la couleur liée à l'huile de lin, que l'on retrouve seulement à titre expérimental dans cette œuvre.
L'œuvre a été restaurée en 1998.

## Thème
L'œuvre illustre un thème de l'iconographie chrétienne, celui de l'agonie dans le jardin des oliviers :
Jésus est représenté priant la nuit dans un jardin que l'on sait être celui du mont des oliviers à Jérusalem ; trois de ses disciples, Pierre, Jean (apôtre)  et que Jacques le Mineur, qui l'accompagnent sont endormis non loin. Des anges, présents devant le Christ priant, lui offrent un calice à boire (en acceptation de sa destinée). La présence dans le décor lointain de vues des murs de la ville  de Jérusalem rappelle précisément le lieu.
L'Arrestation au jardin des oliviers, comportant une cohorte de soldats, guidée par Judas, venue arrêter Jésus, est également évoquée.

## Description
Jésus est placé au centre de la composition, au sommet d'un rocher ; il prie agenouillé, orienté vers la gauche, regardant l'ange lui tendant un calice. Les trois apôtres endormis constitue la base du tableau. De part et d'autre de ce triangle central, deux groupes se regardent : à droite celui des autres apôtres avec en tête Judas s'adressant à l'autre groupe, celui  des soldats armés placé à droite. le fond est rempli d'un paysage encadré de collines et d'arbres finement détaillés ; au centre on aperçoit, derrière le Christ, un paysage composé d'une ville derrière un plan d'eau ; des montagnes bleutées terminent le panorama dans un ciel lumineux qui se dégrade en bleu vers le haut.

## Analyse
La composition est dite « pyramidale » avec à la base les trois apôtres endormis au pied du rocher et le sommet occupé par  Jésus priant.
La scène est représentée selon un schéma calme et plaisant, dans lequel les personnages interagissent créant une composition bien équilibrée, avec des correspondances symétriques et des plans bien ordonnés.
La couleur  tendrement vaporeuse virant au bleuté dans le lointain est celle de la perspective atmosphérique ; la lumière intense mais pas trop agressive, les volumes bien modelés, l'espace très profond, grâce au paysage qui s'éclaire dans le lointain par un effet brumeux.
L'origine de la source de lumière (divine) du premier plan est située à la verticale comme en témoignent les ombres des pieds des personnages endormis.

## Sources
- (it) Cet article est partiellement ou en totalité issu de l’article de Wikipédia en italien intitulé « Orazione nell'orto (Perugino) » (voir la liste des auteurs).